# Jacques Gounon
Jacques Gounon, né le 25 avril 1953, est un haut fonctionnaire et chef d'entreprise français, ancien PDG de Getlink (précédemment Groupe Eurotunnel) du 14 juin 2005 au 1er juillet 2020 et désormais Président de Getlink depuis le 1er juillet 2020. 

## Biographie
Jacques Gounon est un ancien élève de l'École Polytechnique (X 1972) et ingénieur en chef des Ponts et Chaussées.
De 1977 à 1981, Jacques Gounon est chef de l'arrondissement grands travaux à la Direction Départementale de l'Equipement (DDE) d'Indre-et-Loire où il dirige la reconstruction du pont Wilson de Tours qui s'était partiellement effondré en 1978, et la construction du nouveau pont d'Amboise sur la Loire.
De 1981 à 1986, Jacques Gounon est ingénieur en chef, puis directeur général adjoint du syndicat intercommunal de traitement des ordures  ménagères (Syctom) de la Ville de Paris. Il lance la reconstruction de l'usine d'incinération de Saint-Ouen et met en place la collecte sélective du verre.
De 1986 à 1990, Jacques Gounon est directeur général du groupe Comatec (maintenance).
De 1991 à 1993, Jacques Gounon est directeur du développement des activités de services du groupe Eiffage.
De 1993 à 1995, Jacques Gounon est conseiller industriel au cabinet de Michel Giraud, Ministre du Travail. Il met en œuvre le Chèque Emploi Service. De 1995 à 1996, il devient directeur de cabinet d'Anne-Marie Idrac, secrétaire d'Etat aux Transports. En 1996, il devient DRH et directeur général adjoint de Gec-Alsthom, puis Président France. En 1998 il est nommé Président du secteur ingénierie électrique d’Alstom, membre du Comité Exécutif. En 2000 il pilote le LMBO opéré sur Cegelec (25 000 salariés présents dans 23 pays).
Fin 2004, Jacques Gounon rejoint le Conseil d'Eurotunnel. Le 14 juin 2005, il en devient le PDG. Le 9 mars 2007, il est nommé Président-Directeur général de GET SA. Le Groupe Eurotunnel renoue avec les profits en 2008. Il est reconnu comme l'homme qui a redressé les comptes du tunnel sous la Manche ; dès son arrivée, il lance un plan de sauvegarde, fait annuler 5 milliards d'euros de dette, et supprime les doublons structurels provoqués par l'organisation binationale de l'entreprise. À partir de 2007, il lance une nouvelle politique commerciale et applique le principe de tarification différenciée, déjà très répandue chez les compagnies aériennes. Face au retour des bénéfices, il lance une campagne d'investissements pour accroître les infrastructures de part et d'autre du tunnel. Il développe une activité de fret ferroviaire (Europorte) et réalise une interconnexion électrique ElecLink, de 1 GW, entre la France et la Grande-Bretagne.
En septembre 2016, il devient Président du comité pour la Transalpine.
En 2019, Jacques Gounon a célébré les 25 ans du tunnel sous la Manche et accueilli plus de 500 visiteurs institutionnels pour répondre à leurs questions sur les préparatifs du Brexit faits par Eurotunnel.
En janvier 2020, il devient Président de Fer de France.
Le salaire de Jacques Gounon est publié tous les ans sur le Document de Référence de l'entreprise.
À partir du 1er juillet 2020, il est Président du Conseil d'administration.
Jacques Gounon est administrateur du Groupe Aéroports de Paris et de la Fondation Saint-Joseph.

## Prix et récompenses
- "Révélation de l'année" par les BFM Awards (novembre 2009)

## Décorations
- Commandeur de l’Empire britannique, 2011[8]
- Officier de la Légion d'honneur [9]
- Commandeur de l'ordre national du Mérite le 2 mai 2017 (officier du 11 mars 2009)[10]